# Rosatom

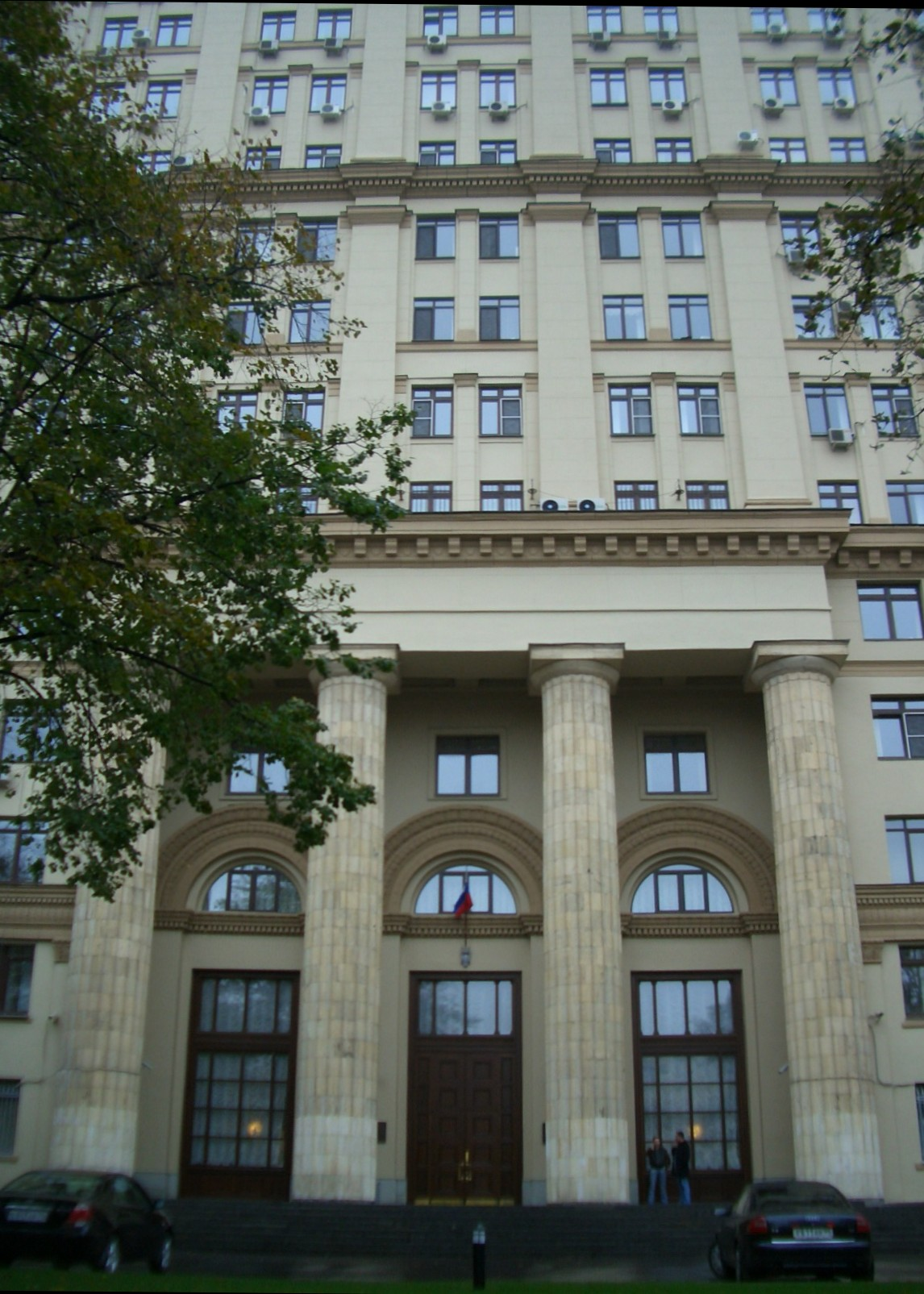
Trụ sở ở Moskva

Tập đoàn Năng lượng hạt nhân Nhà nước (tiếng Nga: Федеральное агентство по атомной энергии) hay gọi tắt là Rosatom (tiếng Nga: Росатом), là một Tập đoàn Nhà nước ở Nga, một tổ chức độc lập của tổ hợp hạt nhân Nga. Nó có trụ sở ở Moskva.

## Lịch sử
Bộ Năng lượng Nguyên tử Liên bang Nga (tiếng Nga: Министерство по атомной энергии Российской Федерации) hay MinAtom (МинАтом), thành lập ngày 29 tháng 1 năm 1992 để kế thừa Bộ Kỹ thuật và Công nghiệp Hạt nhân trước đây của Liên Xô. Sau này được tái cơ cấu thành Cơ quan Năng lượng nguyên tử Liên bang vào ngày 9 tháng 3 năm 2004. Theo đạo luật của nghị viện Nga vào tháng 11 năm 2007 được tổng thống Nga Putin ký vào đầu tháng 12, cơ quan này chuyển thành tập đoàn nhà nước.

## Bộ máy
Rosatom quản lý:
- Các trung tâm nghiên cứu và viện hàn lâm
- Các công ty vũ khí hạt nhân
- Công ty cổ phần mở Rosenergoatom (liên kết, thống nhất các nhà máy điện hạt nhân tại Nga)
- Doanh nghiệp nhất thể nhà nước liên bang Techsnabexport (xuất khẩu nguyên liệu và nhiên liệu hạt nhân)
- Công ty cổ phần Atomstroyexport (xây dựng các nhà máy điện hạt nhân tại nước ngoài)
- Công ty cổ phần mở TVEL (sản xuất nhiên liệu hạt nhân)

TVEL sở hữu:
- Các doanh nghiệp khai thác uranium
- Các nhà sản xuất nhiên liệu hạt nhân
- Các doanh nghiệp cơ sở hạ tầng liên quan

## Quản lý
Yevgeny Adamov điều hành Rosatom cho đến khi tổng thống Vladimir Putin bãi nhiệm ông năm 2001. Người thay thế Adamov là Alexander Rumyantsev (2001–2005). Đứng đầu Rosatom hiện nay là Sergei Kiriyenko.